# Vera Steadman
Pour les articles homonymes, voir Steadman.
Vera Steadman, née le 23 juin 1900 à Monterey (Californie) et morte le 14 décembre 1966 à Long Beach, est une actrice américaine de l'époque du cinéma muet.

## Biographie
Vera Steadman était une nageuse, plongeuse et danseuse avant de faire du cinéma.
Elle commence sa carrière au cinéma dans la troupe des Bathing Beauties de Mack Sennett.
Elle est la sœur de l'acteur Monte Steadman. Elle meurt à Long Beach en 1966.

## Filmographie

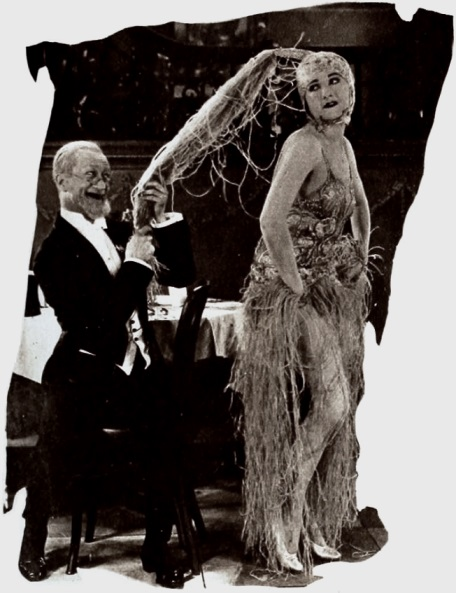
Vera Steadman dans Dancing Daddy (1926).

- 1916 : Luke and the Mermaids de Hal Roach
- 1917 : Erreur de chambre (A Bedroom Blunder) de Edward F. Cline et Hampton Del Ruth
- 1917 : Whose Baby? : Bathing Girl (non créditée)
- 1917 : The Sultan's Wife de Clarence G. Badger : Harem Girl (non créditée)
- 1917 : The Pullman Bride : Dining Passenger : Short, (non créditée)
- 1917 : Are Waitresses Safe? : (non créditée)
- 1917 : Casimir et la Formule secrète (An International Sneak) de Hampton Del Ruth et Fred C. Fishback
- 1918 : Those Athletic Girls de Edward F. Cline et Hampton Del Ruth
- 1919 : Scamps and Scandals de Larry Semon
- 1920 : His Breach of Promise
- 1920 : 813 de Charles Christie et Scott Sidney : Vashti Seminoff
- 1921 : Scrap Iron : Midge Flannigann
- 1923 : Fool Proof
- 1925 : Stop Flirting : Suzanne
- 1926 : Meet the Prince : Cynthia Stevens
- 1926 : The Nervous Wreck : Harriet Underwood
- 1926 : Dancing Daddy
- 1933 : Morning Glory : (non créditée)
- 1934 : A Man's Game : Stenographer
- 1934 : Elmer and Elsie (en) : Blanche
- 1934 : Le capitaine déteste la mer (The Captain Hates the Sea) de Lewis Milestone : (non créditée)
- 1935 : The Drunkard (en) : opératrice du téléphone
- 1935 : Émeutes (Frisco Kid) de Lloyd Bacon (non créditée)
- 1936 : Ring Around the Moon : Mayme (non créditée)
- 1936 : The Clutching Hand : Miss Dillon : Serial, [Ch. 1, 6, 10, 14], (non créditée)
- 1936 : One Rainy Afternoon de Rowland V. Lee :  (non créditée)
- 1936 : Gambling with Souls : Molly Murdock
- 1936 : Ennemis publics (Great Guy) de John G. Blystone : rôle mineur (non créditée)
- 1937 : Rich Relations
- 1937 : A Star Is Born
- 1937 : That I May Live de Allan Dwan : (non créditée)
- 1937 : The Toast of New York : (non créditée)
- 1937 : Merry-Go-Round of 1938 : Maid  (non créditée)
- 1938 : Prison Farm  (non créditée)
- 1938 : The Texans : Woman on Street : (non créditée)
- 1939 : Zaza de George Cukor : (non créditée)
- 1940 : The Doctor Takes a Wife (non créditée)
- 1941 : L'Homme de la rue (Meet John Doe) de Frank Capra : rôle mineur (non créditée)